# Rijksuniversiteit Groningen
Rijksuniversiteit Groningen (latinsky Academia Groningana, anglicky University of Groningen; zkratka RUG) je univerzita v Groningenu v Nizozemsku. Byla založena v roce 1614. Patří mezi nejstarší a největší univerzity v Nizozemsku. Rijksuniversiteit Groningen má 10 fakult, 27 výzkumných center a nabízí více než 175 studijních programů. V současnosti ji navštěvuje okolo 27 tisíc studentů.
V akademickém roce 2012–2013 se umístila na 89. místě v žebříčku nejlepších světových univerzit (Times Higher Education World University Rankings) a jako 29. v Evropě.

## Historie
Groningenská univerzita byla založena 23. srpna 1614. Prvním rektorem byl teolog, historik a pedagog Ubbo Emmius. Do roku 1876 byla vyučovacím jazykem latina.

## Významní zaměstnanci
V roce 2016 obdržel molekulární chemik Ben Feringa Nobelovu cenu za chemii.

## Významní absolventi
- Hans van Abeelen, behaviorální genetik
- Johann Bernoulli, švýcarský matematik, fyzik a lékař
- Pim Fortuyn, politik
- Willem Frederik Hermans, spisovatel fotograf a scenárista
- Johan Huizinga, historik, jeden ze zakladatelů historie kultury
- Aletta Jacobsová, feministka, lékařka - první žena, která získala v Nizozemsku univerzitní vzdělání
- Wubbo Ockels, fyzik a astronaut
- Heike Kamerlingh Onnes, fyzik, objevitel supravodivosti
- Jan Oort, astronom
- Willem de Sitter, matematik, fyzik a astronom
- Frits Zernike, fyzik, nositel Nobelovy ceny za fyziku